# Lizonia emperigonia
Lizonia emperigonia är en svampart som tillhör divisionen sporsäcksvampar, och som först beskrevs av Vincenzo de Cesati och De Not., och fick sitt nu gällande namn av De Not. Lizonia emperigonia ingår i släktet Lizonia, och familjen Pseudoperisporiaceae. Arten är reproducerande i Sverige.